# رسائل (أدب)
يعتبر فن الرسائل عند العرب من الفنون الأدبية القديمة ازدهر في القرنين الثالث والرابع الهجريين، وفيهما انتشر صيته، وهو " فن نثري جميل يظهر مقدرة الكاتب وموهبته الكتابية وروعة أساليبه البيانية القوية. ولما كانت الكتابة والقراءة أقل شيوعا عند العرب في الجاهلية لم يكن لفن الرسائل دور في حياتهم الأدبية والاجتماعية في ذلك العصر، وهذا خلافا للفنون الأخرى كالشعر والخطابة والأمثال التي كانت منتشرة عندهم، ومزدهرة لكن مع مجيء الإسلام تغيرت الحال، فالرسول صلى الله عليه وسلم وهو النبي الأمي الذي لا يقرأ ولا يكتب كان يشجع المسلمين على تعلم القراءة والكتابة وقد اتخذ كتابا يكتبون له القرآن الكريم، كما يكتبون له الرسائل التي كان يبعث بها إلى زعماء المناطق، ورؤساء القبائل، وملوك الدول كما فعل مع كسرى عظيم الفرس، وقيصر عظيم الروم. ولما كانت الخطابة والشعر قادرين على أداء الدور العلمي الذي تؤديه الرسالة حين تنقل ما يتصل بسياسة الدولة من مراسيم سياسية حول تنظيم الحكم أو توجيهات أو تعليمات إدارية حول الحروب والغزوات، ومن هذا المنطلق التاريخي نافس الكاتب المترسل الشاعر والخطيب. كما شجع الخلفاء الراشدون أبو بكر الصديق، وعمر، وعثمان، وعلي ـ رضي الله عنهم ـ على تعلم القراءة والكتابة، واتخذوا لهم كتابا فدون القرآن الكريم على مرحلتين، الأولى في عهد أبي بكر الصديق، رضي الله عنه، والثانية في عهد عثمان بن عفان، رضي الله عنه، فكان القرآن الكريم أول نص عربي اتخذ شكل كتاب. كما دون الحديث النبوي فيما بعد مع بداية العصر العباسي.
وعندما قامت الدولة الإسلامية أنشئ ديوان الرسائل، وهذا الديوان يعنى بشؤون المكاتبات التي تصدر عن الخليفة إلى ولاته، وأمرائه، وقادة جنده، وملوك الدول الأخرى، وقد كان الخليفة في أول الأمر هو الذي يملي الرسائل على كاتبه، ثم بمرور الزمن أخذ الكتاب يستقلون بكتابتها ثم تعرض على الخلفاء، وكان أسلوبها آنذاك تغلب عليه البساطة والوضوح، ويخلو من التأنق والتصنع. لكنه شهد نقلة كبيرة في عهد هشام بن عبد الملك عندما تولى مولاه سالم رئاسة ديوان الرسائل في عهده ثم في عهد مروان بن محمد آخر خلفاء بني أمية الذي تولى أمر ديوانه عبد الحميد بن يحي الكاتب، وقد عرف بالبراعة في فن الترسل حتى غدت مكاتباته مضرب المثل في الجودة والإتقان حتى قيل "بدئت الكتابة بعبد الحميد.
وبعد قيام دولة بني العباس أخذ أمراؤها يولون كتابة الرسائل عناية أكثر من سابقيهم، ولهذا السبب كثر الكتاب، ونبغ كثير منهم في فن الترسل، وغدا مؤهلا للوصول إلى منصب الوزارة، ونستحضر في هذا المجال أسماء: يحي بن خالد البرمكي، وابنه جعفر، ومحمد بن عبد الملك الزيات، وأحمد بن يوسف الكاتب، وابن العميد، والصاحب بن عباد، وعبد العزيز بن يوسف وضياء الدين بن الأثير، وغيرهم.
وقد بلغ فن كتابة الرسائل أوجه في القرنين الثالث والرابع الهجريين بحيث يمكن لنا أن نصف هذين القرنين بأنهما يمثلان الفترة الذهبية لهذا الفن.